# Pietra runica di Sparlösa
La pietra runica di Sparlösa si trova in Västergötland, ed è la seconda più famosa pietra runica svedese dopo la pietra runica di Rök. Venne scoperta nel 1669 nel muro meridionale della chiesa di Sparlösa.

## Descrizione
La pietra è famosa per le immagini ed il suo misterioso riferimento ad una grande battaglia, per i nomi Eric e Alrik, il padre che abita a Uppsala ed il testo discendente degli dei.
La pietra fornisce una prima citazione del nome del luogo di Uppsala, ed i due nomi propri Eric ("re assoluto") e Alrik ("re di tutti") sono nomi di due sovrani citati nella semi-leggendaria dinastia svedese degli Ynglingar di Uppsala. Inoltre la citazione di una grande battaglia fa pesare alle altrettanto mitiche guerre tra Sueoni e Geati citate in Beowulf.
La pietra è alta 1,77 metri ed è stata datata all'800 circa, ma contiene probabilmente una riga più recente che recita: Gisli costruì questo memoriale per ricordare Gunnar, suo fratello. La datazione si basa sullo stile delle immagini, ad esempio di una nave, che porterebbe a pensare all'VIII secolo, dato che immagini simili sono state ritrovate nel Gotland. Una vela sulla nave, però, suggerirebbe una datazione successiva.

## Traslitterazione
- A a¤iuls kaf ÷ airikis sunR kaf alrik- -
- B ---t---la kaf rau- at kialt(i) * ...a sa- faþiR ubsal faþiR suaþ a-a-u--ba ...-omas notu auk takaR ÷ aslriku lu--R ukþ-t a(i)u(i)sl
- C ...s---n(u)(R)-a-- þat sikmar aiti makuR airikis makin(i)aru þuno * aft aiuis uk raþ runoR þaR raki-ukutu iu þar suaþ aliriku lu(b)u faþi '
- D ui(u)-am ...--ukrþsar(s)k(s)nuibin- ---kunR(u)k(l)ius-- ...iu
- E : kisli : karþi : iftiR : kunar : bruþur [:] kubl : þisi

## Trascrizione
- A Æivisl gaf, Æiriks sunR, gaf Alrik[R] ...
- B ... gaf <rau-> at gialdi [Þ]a(?) sa[t] faðiR Upsal(?), faðiR svað ... ... nætR ok dagaR. AlrikR <lu--R> ugð[i]t(?) Æivisl
- C ... þat Sigmarr hæiti maguR Æiriks. Mæginiaru(?) <þuno> aft Æivisl. Ok rað runaR þaR rægi[n]kundu <iu> þar, svað AlrikR <lubu> faði.
- D <uiu-am> ... ... ...
- E Gisli gærði æftiR Gunnar, broður, kumbl þessi.

## Traduzione
- A Eyvísl(?), figlio di Eiríkr diede, Alríkr diede...
- B ... diede ... come pagamento. Quindi(?) il padre si sedette(?) (ad) Uppsala(?), il padre che ... ... notti e giorni. Alríkr <lu—r> temeva(?) non Eyvísl(?).
- C ... che il ragazzo di Eiríkr è chiamato Sigmarr/celebrato-per-vittorie. Potente battaglia(?) ... in memoria di Eyvísl(?). Ed interpretare le rune di origine divina li... , che Alríkr <lubu> colorò.
- D ... ... ...
- E Gísli creò questo monumento in memoria di Gunnarr, (suo) fratello.